# Čudež
Čudež je izreden, statistično neverjeten dogodek. V verskem in duhovnem kontekstu je čudež pojav, odgovornost za katerega je pripisana nadnaravni sili (božanstvu).

## Krščanstvo
Po krščanski tradiciji je čudeže izvajala osrednja oseba krščanstva, Jezus Kristus. Čudeži so še vedno sestavni del krščanske doktrine. Za kanonizacijo svetnikov so v Rimokatoliški Cerkvi potrebna pričanja o čudežih na njihovo priprošnjo.